# یواس‌اس لیون‌فیش (اس‌اس-۲۹۸)
یواس‌اس لیون‌فیش (اس‌اس-۲۹۸) (به انگلیسی: USS Lionfish (SS-298)) یک زیردریایی است که طول آن ۳۱۱ فوت ۶ اینچ (۹۴٫۹۵ متر) می‌باشد. این زیردریایی در سال ۱۹۴۳ ساخته شد.